# Daimler Truck
Daimler Truck Holding AG, «Даймлер Трак Холдинг» — немецкая автомобилестроительная компания. Является крупнейшим производителем грузовых автомобилей в мире. Производит тягачи, грузовые автомобили и автобусы под торговыми марками BharatBenz, Freightliner, FUSO, Mercedes-Benz, Setra, Thomas Built Buses и Western Star. Создана в декабре 2021 года отделением от Mercedes-Benz Group, которая остаётся крупнейшим акционером (35 %). Штаб-квартира находится в городе Лайнфельден-Эхтердинген близ Штутгарта, Германия.
В списке крупнейших публичных компаний мира Forbes Global 2000 за 2022 год Daimler Truck заняла 324-е место.

## История
Daimler Truck Holding AG была создана 25 марта 2021 года на основе подразделения грузовиков и автобусов концерна Daimler AG (в феврале 2022 года концерн сменил название на Mercedes-Benz Group). 10 декабря 2021 года акции Daimler Truck были размещены на Франкфуртской фондовой бирже, а в марте 2022 года акции были включены в фондовый индекс DAX (40 ведущих публичных компаний Германии).

## Собственники и руководство
Крупнейшим акционером является Mercedes-Benz Group, которой принадлежит 35 % акций, остальные акции первоначально были распределены среди акционеров Mercedes-Benz Group, а с 10 декабря 2021 года начали котироваться на бирже.
В декабре 2021 года председателем наблюдательного совета был назначен Джо Кэзер, занимающий такой же пост в компании Siemens Energy, ранее он возглавлял промышленный концерн Siemens.
Председателем правления в июле 2021 года стал Мартин Даум (Martin Daum).

## Деятельность
Продажи за 2021 год составили 455,4 тыс. автомобилей.
Подразделения по состоянию на 2021 год:
- Северная Америка — производство тягачей, грузовиков, строительной техники и школьных автобусов под брендами Freightliner, Western Star и Thomas Built Buses на 15 заводах в США и Мексике; 162,2 тыс. автомобилей, выручка 15,8 млрд евро.
- Mercedes-Benz — производство грузовых автомобилей под брендом Mercedes-Benz на 9 заводах в Европе и Южной Америке; 141,3 тыс. автомобилей, выручка 16,1 млрд евро.
- Азия — деятельность дочерних компаний Mitsubishi Fuso Truck and Bus Corporation (Япония) и Daimler India Commercial Vehicles (Индия), производящих грузовики и автобусы под брендами FUSO и BharatBenz на 9 заводах в Японии, Индии, Индонезии и в Европе, а также китайское совместное предприятие Beijing Foton Daimler Automotive Co. Ltd., 143,4 тыс. автомобилей, выручка 5,97 млрд евро.
- Автобусы — производство автобусов под брендами Mercedes-Benz и Setra на 9 заводах в Европе и Америке, 18,7 тыс. автобусов, выручка 3,21 млрд евро.
- Финансовые услуги — лизинг, кредитование покупки, страхование, выручка 1,12 млрд евро.

Основными рынками для компании являются Северная Америка (39 % выручки), Европа (31 % выручки), далее следуют Азия (14 % выручки) и Южная Америка (7 % выручки).

## Бренды
- Mercedes-Benz — используется совместно с Mercedes-Benz Group.
- Freightliner — один из крупнейших производителей тягачей и грузовиков Северной Америки, основан в 1942 году, куплен концерном Daimler в 1981 году; штаб-квартира в Портленде (Орегон).
- Western Star — североамериканский производитель тягачей и грузовиков, основан в 1967 году, куплен концерном Daimler в 2000 году и объединён с Freightliner; штаб-квартира также в Портленде (Орегон).
- BharatBenz[англ.] — бренд созданной в 2012 году дочерней компании в Индии Daimler India Commercial Vehicles[англ.]; штаб-квартира в Ченнаи.
- Thomas Built Buses — американский производитель школьных и междугородних автобусов; основан в 1916 году, куплен Daimler в 1998 году; штаб-квартира в городе Хай-Пойнт (Северная Каролина).
- Fuso — бренд японской компании Mitsubishi Fuso Truck and Bus Corporation; она была основана в 2003 году как совместное предприятие DaimlerChrysler (43 %), Mitsubishi Motors Corporation (42 %) и других компаний группы Mitsubishi (15 %); через два года доля Mitsubishi Motors перешла к Daimler; штаб-квартира в Кавасаки.
- Setra — бренд компании EvoBus, созданной в 1995 году объединением компании Karl Kässbohrer Fahrzeugwerke с автобусным подразделением Daimler-Benz; штаб-квартира в Ульме.
- Detroit Diesel[англ.] — производитель мощных дизельных двигателей, основан в 1938 году, куплен Daimler в 2000 году; базируется в Детройте.